# Oakland (Kentucky)
Oakland – miasto w Stanach Zjednoczonych, w stanie Kentucky, w hrabstwie Warren.